# NGC 3520
NGC 3520 је елиптична галаксија у сазвежђу Пехар која се налази на NGC листи објеката дубоког неба.
Деклинација објекта је - 18° 1' 29" а ректасцензија 11h 7m 8,7s. Привидна величина (магнитуда) објекта NGC 3520 износи 13,3 а фотографска магнитуда 14,3. NGC 3520 је још познат и под ознакама ESO 570-4, , PGC 33648.